# Senecio tripinnatifidus
Senecio tripinnatifidus là một loài thực vật có hoa trong họ Cúc. Loài này được Reiche miêu tả khoa học đầu tiên năm 1905.